# Chorthippus oschei
Chorthippus oschei is een rechtvleugelig insect uit de familie veldsprinkhanen (Acrididae). De wetenschappelijke naam van deze soort is voor het eerst geldig gepubliceerd in 1986 door Helversen.
1. ↑  (en) Chorthippus oschei op de IUCN Red List of Threatened Species.